# Mosquito Coast
Ne doit pas être confondu avec The Mosquito Coast.
Pour plus de détails, voir Fiche technique et Distribution.
Mosquito Coast (The Mosquito Coast) est un film américain réalisé par Peter Weir et sorti en 1986. Il s'agit d'une adaptation du roman Le Royaume des Moustiques de Paul Theroux.
Le film suit Allie Fox — inventeur aussi génial que maniaque — qui quitte son pays car il ne supporte plus le mode de vie consumériste et l'idée du « rêve américain ». Il embarque alors pour le Honduras accompagné de sa famille. Là-bas, en pleine jungle, il tente de construire cette société nouvelle dont il a toujours rêvé.
À sa sortie, le film reçoit des critiques globalement négatives et est un échec commercial. Il sera ensuite peu à peu « réhabilité » par certains journalistes et par le public et devient un film culte,.

## Synopsis
Allie Fox est un inventeur brillant mais têtu qui en a assez du rêve américain et du consumérisme. En outre, il pense qu'une guerre nucléaire se profile à l'horizon en raison de la cupidité et des crimes américains. Après qu'Allie et son fils aîné Charlie ont acquis les composants dans une décharge locale, il termine l'assemblage de sa dernière création, une machine à glace dénommée Fat Boy. Le patron d'Allie, M. Polski, propriétaire d'une ferme d'asperges, se plaint qu'Allie ne s'occupe pas assez des asperges, qui pourrissent. Allie, Charlie et le plus jeune fils d'Allie, Jerry, rencontrent M. Polski pour lui montrer "Fat Boy". La machine laisse Polski indifférent. Alors qu'il passe devant les champs, un Allie découragé observe les immigrants cueillant des asperges et dit que d'où ils viennent, ils pourraient considérer la glace comme un luxe.
Le lendemain matin, Allie organise une fête pour les travailleurs immigrés avant d'annoncer à sa famille qu'ils quittent les États-Unis. À bord d'un bateau panaméen, la famille rencontre le révérend Spellgood, un missionnaire, sa femme et leur fille Emily. Allie et le révérend s'affrontent en raison de leurs opinions religieuses opposées. Lorsque la péniche accoste à Belize City, les familles débarquent et se séparent. À un Allemand ivre, Allie achète un petit village appelé Jeronimo situé dans la forêt tropicale le long d'une rivière.
M. Haddy emmène Allie et sa famille en amont jusqu'à Jeronimo. Allie rencontre les habitants et commence à construire une nouvelle civilisation "avancée", inventant de nombreuses nouvelles choses dans le processus. Les habitants sont gentils avec Allie et sa famille, mais la volonté d'Allie de construire une civilisation utopique les pousse à travailler jusqu'à leurs limites. Le révérend Spellgood arrive pour convertir les citoyens de Jeronimo. Dans le processus, Allie et Spellgood se dénoncent mutuellement avec colère, menant à un schisme permanent : Allie croit que Spellgood est un fanatique religieux ; Spellgood croit qu'Allie est communiste. Allie s'apprête à construire une énorme version de "Fat Boy" qui peut fournir de la glace à la ville. Après avoir terminé la machine, Allie entend des rumeurs selon lesquelles une tribu indigène des montagnes n'a jamais vu de glace. Allie recrute ses deux fils pour transporter un chargement de glace dans la jungle pour approvisionner la tribu. À son arrivée, Allie constate que la glace a fondu et que la tribu a déjà été visitée par des missionnaires.
Quand Allie retourne à Jeronimo, il apprend que Spellgood est parti avec une grande partie de la population, les effrayant avec des histoires de destruction biblique de Dieu. La ville presque vide est visitée par trois rebelles, qui exigent d'utiliser Jeronimo comme base. Allie et sa famille acceptent de les héberger pendant qu'Allie concocte un plan pour se débarrasser d'eux. Déterminé à les geler à mort, Allie emmène les rebelles dans la machine à glace géante, dit à Charlie de verrouiller sa seule autre sortie et l'active. Les rebelles, en panique, tentent de se frayer un chemin. À la grande horreur d'Allie, les coups de feu des rebelles déclenchent une explosion dans la machine. Le lendemain matin, la machine et la maison de la famille sont en ruines, et les produits chimiques de la machine détruite ont gravement pollué la rivière.
Allie et sa famille sont forcés à rejoindre la côte. La mère et les enfants se réjouissent, croyant pouvoir retourner aux États-Unis. Allie, refusant de croire que son rêve a été brisé, annonce qu'ils ont tout ce dont ils ont besoin sur la plage et leur dit que les États-Unis ont été détruits dans une guerre nucléaire. S'installant sur la plage dans une péniche qu'il a construite et refusant l'aide de M. Haddy, Allie pense que la famille a réussi à construire une utopie. Une nuit, un tsunami d'un cyclone tropical force la famille à prendre la mer. Ils sont en perdition jusqu'à ce que Charlie révèle qu'il a caché des composants de moteur (secrètement donnés par M. Haddy), leur permettant de démarrer le moteur du bateau.
Forcés de remonter une fois de plus la rivière, Charlie et Jerry ressentent du ressentiment envers leur père. En arrivant à terre, la famille tombe sur l'enceinte de Spellgood, Allie voit des barbelés et marmonne que la colonie est un camp de concentration chrétien. Pendant que le reste de la famille dort, Charlie et Jerry se faufilent jusqu'à la maison de Spellgood. Ils découvrent que les États-Unis n'ont pas été détruits et qu'Emily les aidera à échapper à Allie. Avant que Charlie ne puisse persuader sa mère et ses sœurs de partir, Allie met le feu à l'église de Spellgood. Spellgood tire sur Allie, paralysant sa colonne vertébrale. La famille s'évade en bateau.
La famille commence à descendre la rivière, Allie s'évanouissant à répétition. Allie demande à sa femme s'ils vont en amont, elle lui ment pour la première fois. La narration de Charlie rapporte la mort d'Allie, mais laisse espérer que le reste de la famille pourra désormais vivre librement sa vie.

## Fiche technique
Sauf indication contraire, les informations mentionnées dans cette section peuvent être confirmées par la base de données cinématographiques IMDb,  présente dans la section « Liens externes ».
- Titre français : Mosquito Coast
- Titre original : The Mosquito Coast
- Réalisation : Peter Weir
- Scénario : Paul Theroux et Paul Schrader, d'après le roman Le Royaume des Moustiques (Mosquito Coast) de Paul Theroux
- Photographie : John Seale
- Musique : Maurice Jarre
- Production : Jerome Hellman, Saul Zaentz (délégué)
- Société de production : The Saul Zaentz Company
- Sociétés de distribution : Warner Bros. (États-Unis), AMLF (France)
- Budget : 25 000 000 $ (estimation)[3]
- Pays d'origine :  États-Unis
- Langue originale : anglais
- Format : Couleurs - 1,85:1 - Dolby
- Genre : aventures, drame
- Durée : 117 minutes
- Dates de sortie[4] :
  - États-Unis : 26 novembre 1986
  - France : 25 février 1987

## Distribution
- Harrison Ford (VF : Jean Barney) : Allie Fox
- Helen Mirren (VF : Martine Messager) : Margot « Mother » Fox
- River Phoenix (VF : Thierry Ragueneau) : Charlie Fox
- Conrad Roberts (en) (VF : Med Hondo) : M. Haddy
- André Gregory : le révérend Spellgood
- Martha Plimpton (VF : Françoise Dasque) : Emily Spellgood
- Dick O'Neill (VF : William Sabatier) : M. Polski
- Jadrien Steele (VF : Marie-Laure Beneston) : Jerry Fox
- Michael Rogers (VF : Pascal Renwick) : Francis Lungley
- Hilary Gordon (VF : Barbara Tissier) : April Fox
- Rebecca Gordon : Clover Fox
- Alice Sneed : Mme Polski
- Tiger Haynes : M. Semper
- William Newman (VF : Igor De Savitch) : le capitaine Smalls
- Butterfly McQueen (VF : Robert Liensol) : Ma Kennywick
- Aurora Clavel : Mrs. Maywit

## Production

### Développement
Paul Schrader signe le scénario, d'après un roman de Paul Theroux, que le réalisateur Peter Weir voulait porter à l'écran. En 1984, Peter Weir fait des repérages pour le film. N'ayant pas suffisamment de moyens financiers à ce moment-là, il accepte de s'engager pour le film Witness, avec Harrison Ford.

### Attribution des rôles
Jack Nicholson était d'abord pressenti pour le rôle d'Allie Fox. Grand fan de basket-ball, l'acteur aurait refusé car il ne pouvait pas voir les matchs de son équipe fétiche, les Lakers de Los Angeles, depuis le lieu de tournage en Amérique du Sud. C'est finalement Harrison Ford qui l'obtient, retrouvant ainsi Peter Weir juste après le succès de Witness.
Corey Haim se voit proposer le rôle de Charlie Fox. Son père et agent refuse la proposition, préférant qu'il tourne Lucas (1986).
Il s'agit du dernier film de l'actrice Butterfly McQueen.

### Tournage
Le tournage a lieu principalement au Belize, notamment à Belize City, mais également à Baltimore et dans l'État de Géorgie (Cartersville et Rome).
Paul Schrader et Peter Weir ont peu communiqué pendant le tournage, et le cinéaste a ajouté de nombreuses choses au script même s'il n'est pas crédité.

## Accueil
À sa sortie, le film reçoit des critiques assez mitigées et est un échec commercial. Certains observateurs pensent que son échec au box-office est dû au fait qu'Harrison Ford a cassé son image de héros en incarnant un personnage antipathique[réf. nécessaire].
En France, le film n'attire que 457 071 spectateurs en salles.

## Distinctions

### Récompense
- Young Artist Awards 1988 : meilleur jeune acteur dans un film pour River Phoenix[10]
- Nominations aux Golden Globes 1987 : meilleur acteur dans un film dramatique pour Harrison Ford, meilleure musique de film pour Maurice Jarre
- Nomination aux Young Artist Awards 1988 : meilleure jeune actrice dans un film pour Martha Plimpton

## Anecdotes
- Ce film est l'un des préférés d'Harrison Ford[6].
- River Phoenix, qui interprète ici le fils de Harrison Ford, jouera Indiana Jones jeune dans Indiana Jones et la Dernière Croisade (1989). C'est Harrison Ford qui l'a recommandé pour ce rôle[6].
- Martha Plimpton et River Phoenix se retrouveront en 1988 dans A bout de course de Sidney Lumet.